# Garganelli

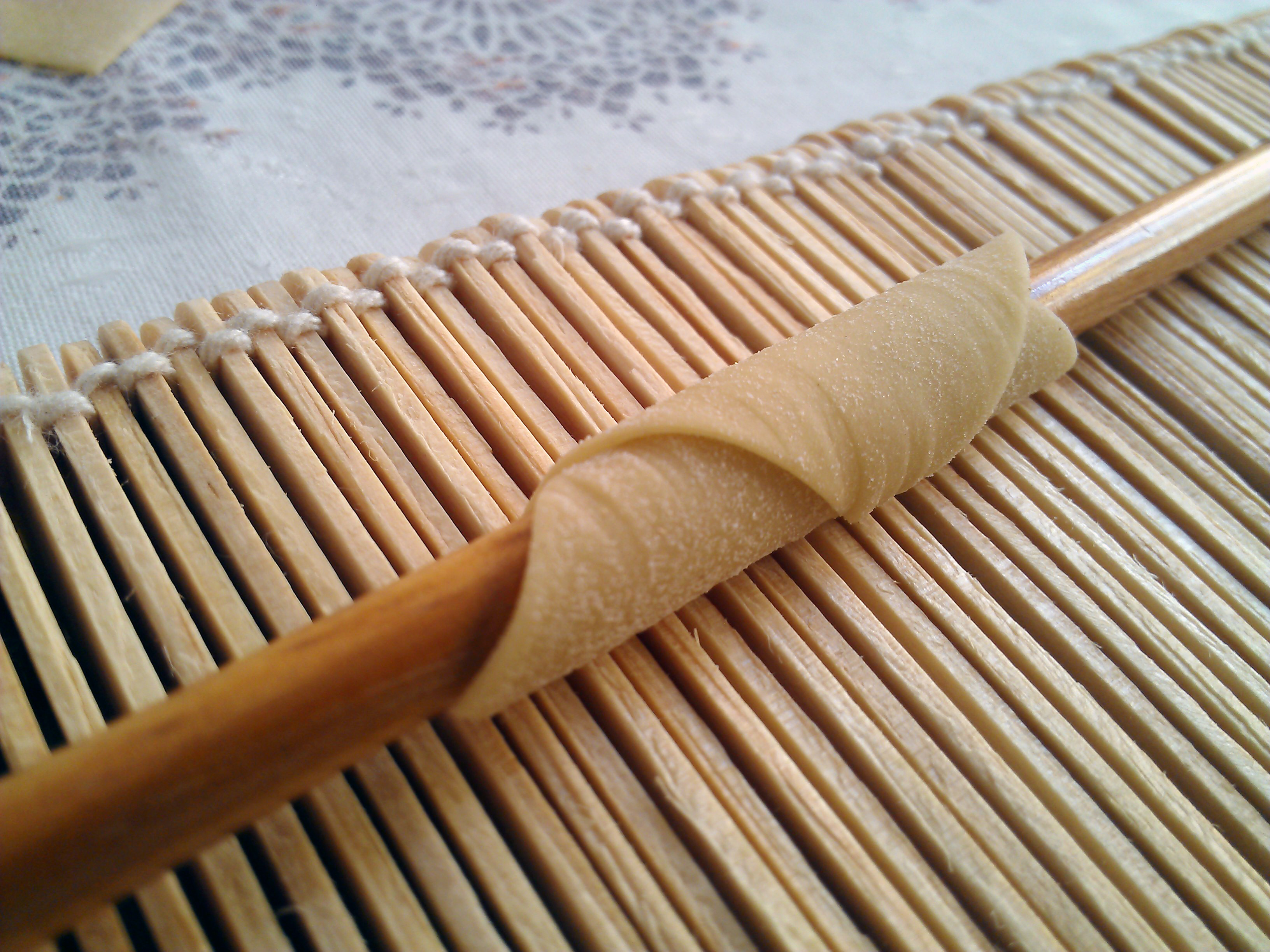
Garganelli feito a mão

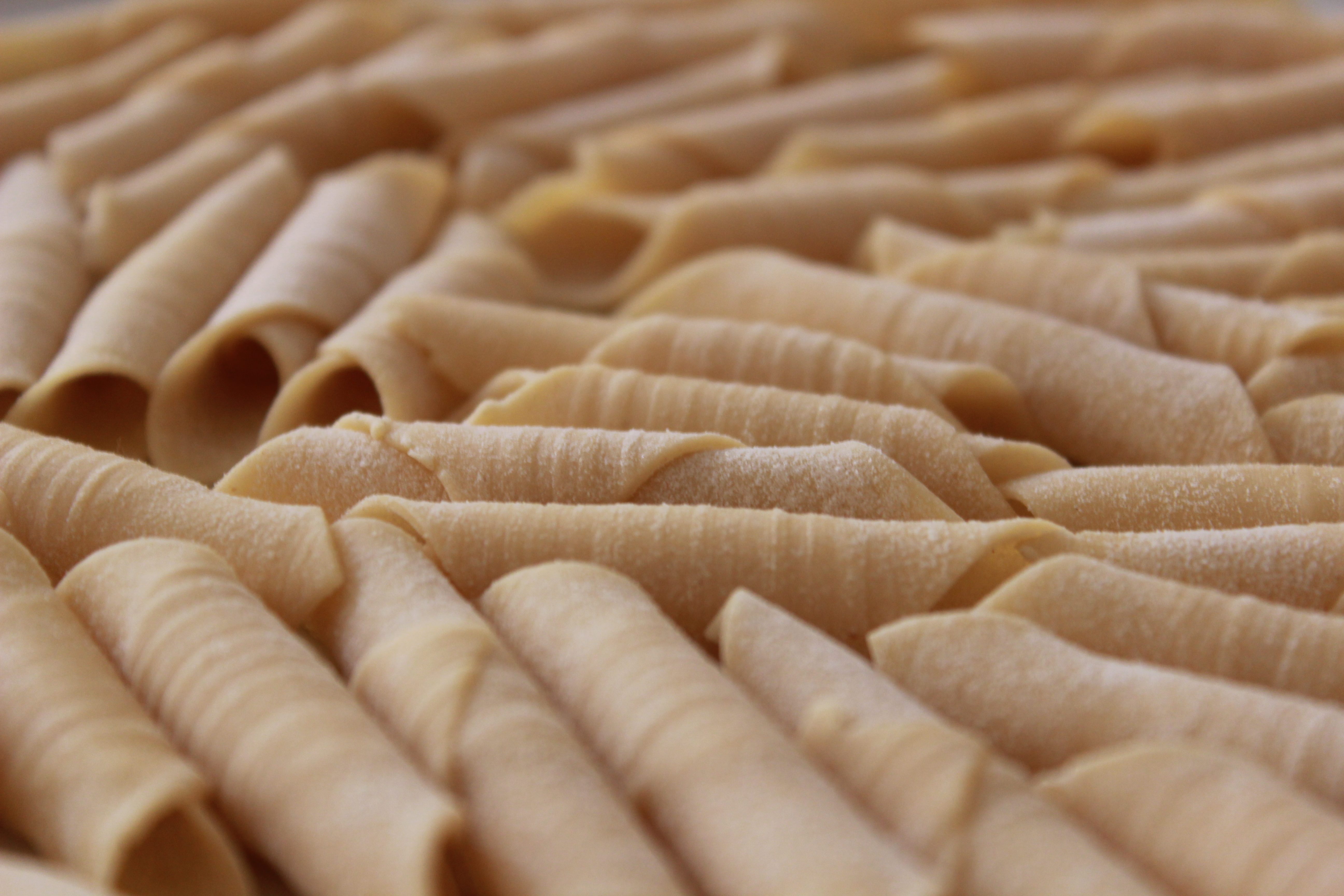
Gaganelli, típico de Bolonha Itália

Garganelli é um tipo de macarrão à base de farinha e ovos, com o formato tubular, geralmente riscado mas podendo ser liso, este formato se dá ao enrolarmos um pequeno quadrado de massa em uma base riscada.
A massa garganelli é muito semelhantes ao penne.O garganelli pode ser servido em uma variedade de receitas, em um ragú tradicional, bolonhesa, ao sugo e também com molho branco, sendo uma especialidade da culinária da cidade de Bolonha, e considerado um produto típico da região Emília-Romanha, Itália.